# Letitgo
Letitgo è il primo singolo estratto dal quindicesimo album in studio di Prince, Come; è stato pubblicato il 9 agosto 1994, una settimana prima dell'uscita dell'album.
Il singolo ha raggiunto la posizione numero 31 della Billboard Hot 100.

## Tracce
1. Letitgo (edit) – 4:15
2. Solo – 3:48